# Helga Hoffmann
Helga Hoffmann po mężu Bühler (ur. 24 września 1937 w Saarbrücken) – niemiecka lekkoatletka, dwukrotna medalistka mistrzostw Europy i trzykrotna olimpijka. W czasie swojej kariery reprezentowała Republikę Federalną Niemiec.
Przez większość kariery startowała pod panieńskim nazwiskiem. Na mistrzostwach Europy w 1954 w Bernie wystąpiła w reprezentacji Protektoratu Saary. Zajęła 14. miejsce w skoku w dal, a sztafeta 4 × 100 metrów z jej udziałem odpadła w przedbiegach, choć ustanowiła rekord kraju z czasem 48,3 s.
Wystąpiła we wspólnej reprezentacji Niemiec na igrzyskach olimpijskich w 1956 w Melbourne zajmując 10. miejsce w finale skoku w dal. Na mistrzostwach Europy w 1958 w Sztokholmie zajęła 7. miejsce w tej konkurencji.
Była szósta w finale skoku w dal na igrzyskach olimpijskich w 1960 w Rzymie. Zdobyła brązowy medal w pięcioboju na mistrzostwach Europy w 1962 w Belgradzie, a w skoku w dal zajęła 5. miejsce. Zajęła 6. miejsce w pięcioboju i 8. miejsce w skoku w dal na igrzyskach olimpijskich w 1964 w Tokio. W 1965 została wybrana najlepszą sportsmenką RFN i otrzymała  odznaczenie Srebrnego Liścia Laurowego
Na mistrzostwach Europy w 1966 w Budapeszcie Hoffmann startowała w reprezentacji RFN. Wywalczyła brązowy medal w skoku w dal. W tym samym roku została ponownie wybrana najlepszą sportsmenką RFN (razem z inną lekkoatletką Karin Frisch).
Była mistrzynią RFN w skoku w dal w latach 1957, 1961–1964 i 1966, wicemistrzynią w 1958, 1960 i 1965 oraz brązową medalistką w 1956. W pięcioboju była mistrzynią w 1961, 1963 i 1964 oraz wicemistrzynią w 1960 i 1962. W hali była mistrzynią RFN w skoku w dal w latach 1960–1964.
Helga Hoffmann trzykrotnie poprawiała rekord RFN w skoku w dal do wyniku 6,45 m 13 września 1964 w Łodzi; ustanowiła również rekord w pięcioboju z wynikiem 4656 punktów 27 maja 1962 w Lörrach.